# Carcavelos
Carcavelos – dawna parafia (freguesia) Cascais, w Portugalii. W 2011 zamieszkiwało ją 23 296 mieszkańców, na obszarze 4,37 km². Od 2013 roku wchodzi w skład parafii Carcavelos e Parede.
Miejscowość leży nad Oceanem Atlantyckim i jest znana ze swoich plaż. Komunikację zapewnia między innymi pociąg podmiejski kursujący na Linha de Cascais.